# Baryconus brevitarsis
Baryconus brevitarsis är en stekelart som först beskrevs av Jean-Jacques Kieffer 1910.  Baryconus brevitarsis ingår i släktet Baryconus och familjen Scelionidae. Inga underarter finns listade.